# Pseudomicrargus asakawaensis
Pseudomicrargus asakawaensis är en spindelart som först beskrevs av Ryoji Oi 1964.  Pseudomicrargus asakawaensis ingår i släktet Pseudomicrargus och familjen täckvävarspindlar. Inga underarter finns listade i Catalogue of Life.